# Orthetrum nitidinerve
Orthétrum à nervures jaunes
Espèce
Othetrum nitidinerve, l’Orthétrum à nervures jaunes, est une espèce de libellules de la famille des Libellulidae (sous-ordre des Anisoptères, ordre des Odonates). Elle se rencontre dans l'Ouest du bassin méditerranéen.

## Description
D'une taille variant de 45 à 50 mm, Orthetrum nitidinerve doit son nom aux nervures radiales et costales parcourant le haut de ses ailes. Ces dernières sont également dotées de longues ptérostigmas jaunes.
Les mâles peuvent être confondus avec ceux de l'espèce Orthetrum brunneum, mais la coloration des nervures et la taille des ptérostigmas permet de différencier les deux espèces.
Les juvéniles et les femelles ont une coloration gris-verte uniforme, ainsi qu'une fine ligne médiodorsale noire.

## Répartition et habitat
Orthetrum nidiverde est très commun au Maghreb, et se rencontre de façon plus éparse dans la péninsule ibérique, ainsi qu'en Sicile et en Sardaigne, bien que les populations siciliennes semblent en fort déclin
L'espèce se reproduit à proximité des petites étendues d'eau ouvertes, de faible profondeur (20-30 cm) et de petite taille (inférieure à 15 m2) et proches des prairies pâturées. Les rivières, même à faible débit, ne constituent pas un habitat propice à la reproduction de l'espèce.

## Dénomination
Ce taxon porte en français le nom vernaculaire ou normalisé suivant : Orthétrum à nervures jaunes.

## Systématique
Le nom valide complet (avec auteur) de ce taxon est Orthetrum nitidinerve (Selys, 1841).
L'espèce a été initialement classée dans le genre Libellula sous le protonyme Libellula nitidinerve Selys, 1841.
Orthetrum nitidinerve a pour synonymes :
- Libellula baetica Rambur, 1842
- Libellula nitidinerve Selys, 1841
- Libellula nitidinervis Selys, 1841